# Victoria Frascolla
Victoria Frascolla, más conocida como Vico (Montevideo, Uruguay, 20 de agosto de 1990), es una profesora de danza y atleta uruguaya de CrossFit, campeona nacional en el Open de los juegos durante siete años consecutivos (2014-2020) y primera atleta de su país en participar de los CrossFit Games. Su mejor WOD obtenido en 2019 fue el 20.1, ubicándola en la 104.ª posición a nivel mundial y en la 10.ª de Latinoamérica.

## Biografía
Tras ejercer como profesora de danza durante varios años, Frascolla decidió que quería buscar sensaciones diferentes y decidió probar en el CrossFit, del que aprendió que era un deporte muy completo y que le animó a tomárselo de forma profesional y comenzar a competir.

## Trayectoria
Victoria Frascolla se inició en 2013 en el CrossFit, al abrirse en Uruguay el primer box dedicado a esta disciplina. En 2014 participó por primera vez en el Open de Uruguay, consagrándose campeona y manteniendo el título nacional durante el resto de años hasta la actualidad.
En 2018 fue seleccionada para participar por equipos en los Regionals de Latinoamérica de los CrossFit Games, realizados en Río de Janeiro; era la primera vez que Uruguay alcanzaba un torneo regional en esta competición. Al año siguiente y con los cambios en la clasificación a los Games, los campeones nacionales ganaban un pase directo al evento final y tras quedar primera de Uruguay por séptima vez, accedió por fin a los CrossFit Games 2019 junto a Santiago Comba, siendo la primera vez que llegaban al máximo nivel de la competición. Victoria acabó en la posición 103 quedando fuera del primer corte.

## Palmarés
| Técnico      | Peso            |
| ------------ | --------------- |
| Clean & Jerk | 85 kg (187 lb)  |
| Snatch       | 70 kg (154 lb)  |
| Deadlift     | 140 kg (309 lb) |
| Back Squat   | 135 kg (298 lb) |
| Clean        | 100 kg (220 lb) |